# Mk 2-granaat

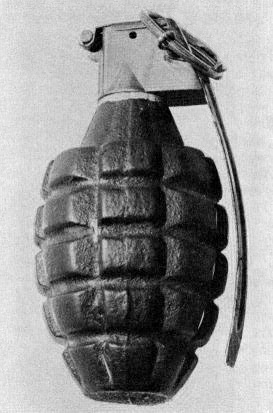
Mk2 granaat

De Mk2-granaat (Mk II) is een Amerikaanse handgranaat die gebruikt werd tijdens de Tweede Wereldoorlog en latere conflicten zoals de Vietnamoorlog. De Mk2 is een van de meest bekende handgranaten in de wereld, meestal voorkomend op foto's als generieke granaat. De laatste gebruiker van de Mk2-granaat was de US Navy. De Mk2 werd voornamelijk vervangen door de M67 en de M61 handgranaat.

## Specificaties
- Gewicht: 0,6 kg
- Explosieve inhoud: (0,057 kg) TNT, Offensief EC-kruit